# Baja California, Chiapas
Baja California är en ort i Mexiko.   Den ligger i kommunen Jiquipilas och delstaten Chiapas, i den sydöstra delen av landet, 700 km sydost om huvudstaden Mexico City. Baja California ligger 615 meter över havet och antalet invånare är 935.
Terrängen runt Baja California är kuperad åt sydost, men åt nordväst är den platt. Runt Baja California är det ganska glesbefolkat, med 35 invånare per kvadratkilometer. Närmaste större samhälle är Lázaro Cárdenas, 19,0 km norr om Baja California. Omgivningarna runt Baja California är en mosaik av jordbruksmark och naturlig växtlighet.